# Estação Stuyvenbergh
Stuyvenbergh é uma estação da linha 6 (antiga linha 1A) do Metropolitano de Bruxelas.

| Oeste ou norte                      |  |              |  | Leste ou Sul                    |
| ----------------------------------- |  | ------------ |  | ------------------------------- |
| Houba-Brugmann sentido Roi Baudouin |  | Linha 6 (en) |  | Bockstael sentido Elisabeth (d) |
| editar no Wikidata                  |  |              |  |                                 |